# Gabriel Guillaume Lamothe-Pradelle
Gabriel Guillaume Lamothe-Pradelle est un homme politique français né le 1er avril 1850 à Saint-Alvère (Dordogne) et décédé le 3 février 1888 au Bugue (Dordogne).

## Biographie
Avocat, il est conseiller général du canton de Saint-Alvère et député de la Dordogne de 1885 à 1888, inscrit au groupe de l'Union républicaine.

## Sources
- « Gabriel Guillaume Lamothe-Pradelle », dans Adolphe Robert et Gaston Cougny, Dictionnaire des parlementaires français, Edgar Bourloton, 1889-1891 [détail de l’édition]